# Лоршские анналы
Ло́ршские анна́лы — анналы, описывающие историю Франкского государства за период с 703 по 803 годы. Названы по месту своего предполагаемого создания — Лоршскому монастырю. В широком значении термин «Лоршские анналы» относится к нескольким историческим источникам, связанным своим происхождением с Лоршским аббатством.

## Значения
До середины XX века термин «Лоршские анналы» широко применялся к целому ряду франкских анналов IX—X веков. Из них наиболее важными являлись:
- Лоршские анналы (лат. Annales laureshamenses) — единственные из анналов, к которым в настоящее время применяется термин «Лоршские анналы»[1].
- Древние лоршские анналы (лат. Annales laureshamenses antiquiores) — фрагмент анналов, описывающий события 768—791 годов. В настоящее время к этим анналам применяются названия «Фрагмент анналов Чеснии» или «Фрагмент Дюшена» по имени их первого издателя Андре Дюшена. До 786 года текст анналов почти полностью совпадает с текстом Лоршских анналов, после чего анналы приобретают самостоятельный характер. На основании того, что во «Фрагменте анналов Чеснии» отсутствуют данные об аббатах Лорша, предполагается, что в основе ранних сведений фрагмента лежат Лоршские анналы, а записи о событиях после 786 года были сделаны вне Лоршского монастыря. Эти анналы впервые были опубликованы в 1636 году Дюшеном, а затем в 1826 году Георгом Генрихом Перцем в «Monumenta Germaniae Historica».

Издания.
На латинском языке.
- Fragmentum annalium Chesnii. — Monumenta Germaniae Historica. SS. — Hannover: Impensis Bibliopolii Avlici Hahniani, 1826. — P. 33—34. — 660 p.

На русском языке.
- Полный перевод.

- Фрагмент анналов Чеснии. Восточная литература. — перевод с издания в MGH. Дата обращения: 5 декабря 2010.

- Фрагменты

- Свод древнейших письменных известий о славянах. Том II (VII—IX вв.) // Фрагмент Дюшена. — М.: «Восточная литература» РАН, 1995. — С. 447—448. — 592 с. — ISBN 5-02-017809-8.

- Малые лоршские анналы (лат. Annales Laurissenses minores) — анналы, описывающие события 680—817 годов, ценный источник по истории правления Карла Великого и Людовика I Благочестивого[2]. На основании анализа текста историки пришли к выводу, что ранние данные этих анналов основаны на сочинении продолжателей Фредегара. Затем анналы становятся полностью оригинальным историческим источником, часть которого, описывающая 741—788 годы, составлена в Лоршском монастыре, а часть за 789—817 годы — в Фульдском аббатстве.

Издания.
На латинском языке.
- Annales Laurissenses minores. — Monumenta Germaniae Historica. SS. — Hannover: Impensis Bibliopolii Avlici Hahniani, 1826. — P. 112—123. — 660 p.

На русском языке.
- Фрагменты

- Малые лоршские анналы. — Хрестоматия по истории Средних веков. — М.: Издательство социально-экономической литературы, 1961.
- Малые Лоршские анналы / Пер. с лат. И. И. Аникьева. — Династия Каролингов. От королевства к империи, VIII—IX века. — СПб.: Евразия, 2019. — С. 68—95. — (CHRONICON). — ISBN 978-5-8071—0442—7.
- Малые Лоршские анналы (Краткая Лоршская хроника) / перевод и комментарии И. В. Дьяконова // Хроники королевства франков конца VII — начала X в.. — М. : SPSL — Русская панорама, 2023. — С. 531—546. — (MEDIÆVALIA: средневековые литературные памятники и источники). — ISBN 978-5-93165-499-7.

- Большие лоршские анналы (лат. Annales Laurissenses maiores) — анналы, описывающие историю Франкского государства за период с 741 по 829 годы. В современном источниковедении за этими анналами закрепилось название «Анналы королевства франков».

## Лоршские анналы
«Лоршские анналы» (лат. Annales laureshamenses) — анонимные анналы, описывающие историю Франкского государства в период с 703 по 803 годы. Получили своё название по месту своего предполагаемого создания — Лоршскому монастырю, в скриптории которого, вероятно, была составлена большая их часть. Анналы входят в «Мурбахскую группу франкских анналов», включающую анналы, ранняя часть которых, предположительно, восходит к общему протографу, которым является гипотетически восстанавливаемые «Мурбахские анналы».
«Лоршские анналы» сохранились в двух рукописях IX века: «Кодексе из Санкт-Пауля» и «Венской рукописи № 515». Первая из рукописей содержит полный текст анналов, но составлена в более поздний период (в 835 году в монастыре Райхенау) и содержит многочисленные ошибки переписчиков. Вторая рукопись менее полная (содержит только записи за 794—803 годы), но, как предполагается, создана вскоре после 803 года и, возможно, является более близкой к тексту протографа. По первой рукописи в 1826 году было сделано издание «Лоршских анналов», включённое в «Monumenta Germaniae Historica», вторая была издана в 1889 году.
На основании анализа текста «Лоршских анналов» историки пришли к выводу, что первый вариант анналов был создан в 785 году (так называемые «Лоршские анналы 785 года») в монастыре в Лорше. В своей ранней части (703—767 годы) они являются компиляцией из более ранних франкских анналов (в основном, вероятно, «Мурбахских анналов») и местных монастырских записей. Эта часть «Лоршских анналов» дословно совпадает с текстом «Мозельских анналов», что предполагает их общее происхождение. Также использование общего с «Лоршскими анналами» источника отмечено историками и в «Анналах святого Назария». С 768 года в «Лоршских анналах» начинаются ежегодные, возможно, современные событиям, записи, продолжавшиеся до 785 года. Как предполагается, с текста «Лоршских анналов 785 года» было сделано несколько копий, разосланных по монастырям Франкского государства (в том числе, в монастырь в Райхенау), которые послужили основой для ранних частей других франкских анналов («Вольфенбюттельских анналов» и «Аламаннских анналов»). В 786 году была сделана ещё одна копия «Лоршских анналов», которая послужила основой для первой части «Фрагмента анналов Чеснии». После 786 года историки отмечают значительное снижение упоминаний в анналах о событиях, связанных с Лоршским монастырём, что может свидетельствовать о том, что часть анналов за 786—803 годы была создана вне этого монастыря. Возможным автором этой части «Лоршских анналов» историки считают Рихбода, сначала лоршского аббата, а затем архиепископа Трира, со смертью которого в 804 году и было, вероятно, связано прекращение ведения этого исторического источника. Использование материалов, содержащихся в «Лоршских анналах», историки также обнаружили в «Хронике Муассака» и работах Симеона Даремского.

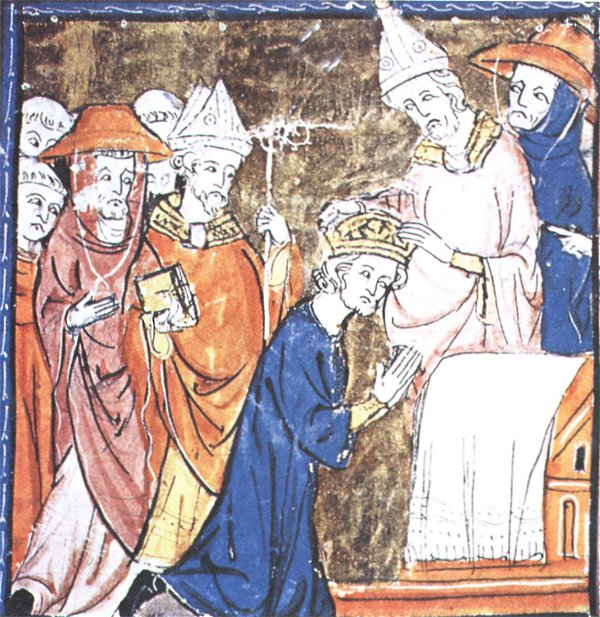
Коронация Карла Великого императорский короной

«Лоршские анналы» являются очень ценным первичным источником по истории империи Каролингов. Это первые по хронологии франкские анналы, описывающие войны Карла Великого со славянами. Также «Лоршские анналы» являются единственными современными событиям анналами, представляющими альтернативную придворной франкской историографии («Анналам королевства франков») версию принятия в 800 году Карлом Великим императорского титула. Согласно «Лоршским анналам», Карл знал о намерении папы римского Льва III короновать его императорской короной и одобрил это решение. Анналы также приводят доказательства права Карла Великого на титул императора, ссылаясь на отсутствие тогда в Византии императора-мужчины и обширность владений правителя Франкского государства. Вероятно, подобное мнение о правах Карла отражало точку зрения части франкской придворной и духовной аристократии, к которой принадлежал и Рихбод.
Издания.
На латинском языке.
- Annales laureshamenses. — Monumenta Germaniae Historica. Scriptores. Scriptores (in Folio) (SS). 1. Annales et chronica aevi Carolini. — Hannover: Impensis Bibliopolii Avlici Hahniani, 1826. — Bd. I. — S. 19—39.
- Katz E. Annalum Laureshamensium editio emendata secundum codicem S. Paulensem XXV. — Jahresbericht des öffentl. Stiftsuntergymnasiums der Benediktiner zu Sankt Paul in Körnten. — 1889.

На русском языке.
- Свод древнейших письменных известий о славянах. Том II (VII—IX вв.) // Лоршские и Мозельские анналы. — М.: «Восточная литература» РАН, 1995. — С. 442—446. — 592 с. — ISBN 5-02-017809-8.
- Лоршские анналы / перевод и комментарии И. В. Дьяконова // Хроники королевства франков конца VII — начала X в.. — М. : SPSL — Русская панорама, 2023. — С. 460—479. — (MEDIÆVALIA: средневековые литературные памятники и источники). — ISBN 978-5-93165-499-7.